# Parachordodes ciferrii
Parachordodes ciferrii är en tagelmaskart som beskrevs av Sciacchitano 1932. Parachordodes ciferrii ingår i släktet Parachordodes och familjen Chordodidae. Inga underarter finns listade i Catalogue of Life.